# Barbara Gaardlykke Apol
Barbara Gaardlykke Apol (født 27. april 1995) er en færøsk politiker, som har været midlertidig stedfortræder i Folketinget for Sjúrður Skaale som repræsentant for Javnaðarflokkurin fra Færøerne, over to omgange, i både 2020 og 2021.
Apol var fra 2015 til 2017 formand for Sosialistisk Ung, og præsident for Ungdommens Nordiske Råd fra 2018 til 2019.